# Macedonia (vùng)

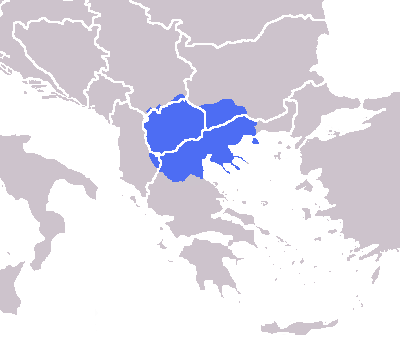
Miền địa lý Macedonia hiện nay không được định ra bởi tổ chức quốc tế hay quốc gia nào. Tùy định nghĩa nó có thể bao gồm sáu vùng của các quốc gia khác: Mala Prespa và Golo Bardo, Albania, Macedonia thuộc Bulgaria, Bulgaria, Macedonia thuộc Hy Lạp, Hy Lạp, Bắc Macedonia, Prohor Pchinski, Serbia và Gora, Kosovo.

Macedonia (/ˌmæs[invalid input: 'ɨ']ˈdoʊniə/ ⓘ) là miền địa lý và lịch sử trên bán đảo Balkan ở Nam Âu, biên giới thay đổi vào đầu thế kỷ 20. Tiếng Hán phiên âm là Mã Cơ Đốn. Nó chiếm khoảng 67.000 km² và có dân số 4,76 triệu người. Không ai chính thức chấp nhận những biên giới này, nhất là vì bao gồm những phần Bulgaria, Serbia, và Albania mà không được gọi "Macedonia". Lãnh thổ này ứng với lưu vực các sông (từ phía tây sang phía đông) Aliákmon, Vardar/Axios, và Struma/Strymon (trong đó, sông Axios/Vardar rút nước khỏi vùng đất lớn nhất) và đồng bằng chung quanh Thessaloniki và Serres. Cả miền này bao gồm năm quốc gia Balkan: Hy Lạp, Bắc Macedonia, Bulgaria, và những phần nhỏ của Albania, Kosovo[a] và Serbia.